# Glorified Magnified
Glorified Magnified är ett musikalbum av Manfred Mann's Earth Band, lanserat 1972. Det släpptes bara månader efter gruppens självbetitlade debutalbum. Det spelade in på Maximum Sound Studios i London. Skivan blev ingen kommersiell framgång i varken USA eller Europa.

## Låtlista
(upphovsman inom parentes)
1. "Meat" (Manfred Mann) – 4:03
2. "Look Around" (Chris Slade) – 5:10
3. "One Way Glass" (Mann, Peter Thomas) – 4:07
4. "I'm Gonna Have You All" (Mann) – 5:18
5. "Down Home" (Mick Rogers) – 3:17
6. "Our Friend George" (Mann) – 3:02
7. "Ashes To The Wind" (Charyl Edmonds, Jonah Thompson) – 2:14
8. "Wind" (Mann, Rogers, Pattenden, Slade) – 1:58
9. "It's All Over Now, Baby Blue" (Bob Dylan) – 4:26
10. "Glorified Magnified" (Mann) – 4:40